# Rheinaue Bislich-Vahnum
Die Rheinaue Bislich-Vahnum ist ein rund 243 Hektar großes Naturschutzgebiet in Wesel. Es befindet sich beim Ortsteil Bislich an der rechten Rheinseite. 
Das NSG Rheinaue Bislich-Vahnum liegt nahezu vollständig im deutlich größeren Europäischen Vogelschutzgebiet DE-4203-401 Unterer Niederrhein. Außerdem ist ein rund 67 ha großer Teilbereich im Süden als FFH-Gebiet DE-4304-302 NSG Rheinaue Bislich-Vahnum, nur Teilfläche ausgewiesen und ein weiterer Teilbereich, ebenfalls im Süden, liegt im deutlich größeren FFH-Gebiet DE-4405-301 Rhein-Fischschutzzonen zwischen Emmerich und Bad Honnef. Dadurch ist die Rheinaue Bislich-Vahnum Bestandteil des europäischen Schutzgebietsnetzes Natura 2000.

## Lage
Das Naturschutzgebiet erstreckt sich auf rund vier Kilometer Länge über Vordeichflächen entlang des Rheins zwischen den Bislicher Ortslagen Marwick im Süden und Vahnum im Norden. Die tiefergelegenen Auenbereiche werden regelmäßig vom Rhein überschwemmt.
Südlich von Bislich grenzt das NSG Droste Woy, Rheinaue zwischen Wesel und Bislich direkt an. Auf der gegenüberliegenden Flussseite besteht das NSG Reeser Schanz, Rheinaue zwischen Obermörmter und Vynen, bei Gut Grindt und Haus Lüttingen.

## Flora und Fauna
Neben Pappeln finden sich innerhalb des Gebiets Kopfweiden und Weidengebüsche. Während das unmittelbare Rheinufer von niedrigwüchsiger Vegetation eingenommen wird, konnten sich in den etwas weiter zurückliegenden Regionen Rohrglanzgrasröhrichte und Hochstaudenfluren entwickeln. Mit einem innerhalb der Rheinaue liegenden Baggersee mit flachen, sandigen Ufern und Anschluss an den Rhein bietet die Rheinaue Bislich-Vahnum zahlreichen hier überwinternden oder brütenden Wiesen- und Wasservogelarten einen weitestgehend intakten und vielfältigen Lebensraum. Teile der Gesamtfläche sind jedoch zur Weidenutzung freigegeben. 
Als Arten von gemeinschaftlichem Interesse nach den Fauna-Flora-Habitat- und Vogelschutzrichtlinien finden sich in den Naturschutzgebieten insbesondere
- Bekassinen, Grünschenkel, Kampfläufer, Rotschenkel und Uferschnepfen
- Blässgänse, Gänsesäger, Knäkenten, Krickenten, Löffelenten, Walsaatgänse, Singschwäne, Zwergsäger und Zwergschwäne
- Flussseeschwalben
- Rohrweihen
- Teichrohrsänger
- Wachtelkönige
- Waldwasserläufer
- Wiesenpieper